# Détresse (film)
Pour les articles homonymes, voir Détresse.
Détresse est un film français réalisé par Jean Durand, tourné en 1929 et sorti en 1930.

## Synopsis
Maxime, venu à la noce de son demi-frère Jean, est séduit par la jeune mariée.

## Fiche technique
- Réalisation : Jean Durand
- Scénario : Jean Durand d'après l'œuvre d'Alexis Bouvier
- Lieu de tournage : Deauville[1]
- Directeur de la photo : Paul Parguel
- Distributeur : Gaumont
- Durée: 75 minutes[2]
- Date de sortie : 23 mai 1930[3]

## Distribution
- Philippe Hériat
- Maurice Luguet
- Harry Pilcer
- Alice Roberts : Paule Mérit
- André Cox